# Chaetomitrium deplanchei
Chaetomitrium deplanchei là một loài Rêu trong họ Hookeriaceae. Loài này được (Duby) A. Jaeger mô tả khoa học đầu tiên năm 1877.